# Poggio Murella
Poggio Murella is een plaats (frazione) in de Italiaanse gemeente Manciano.

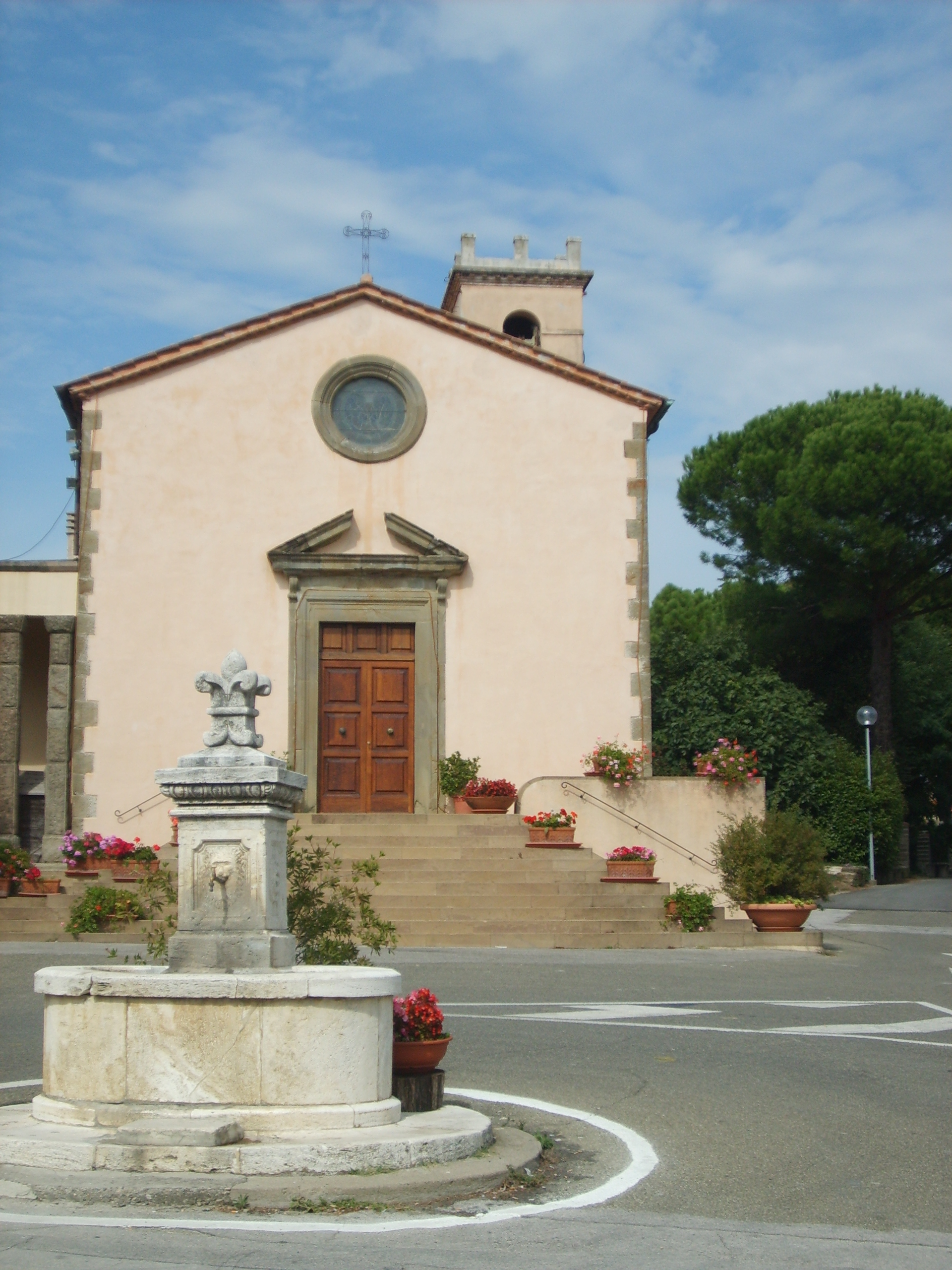
Kerk van San Giuseppe
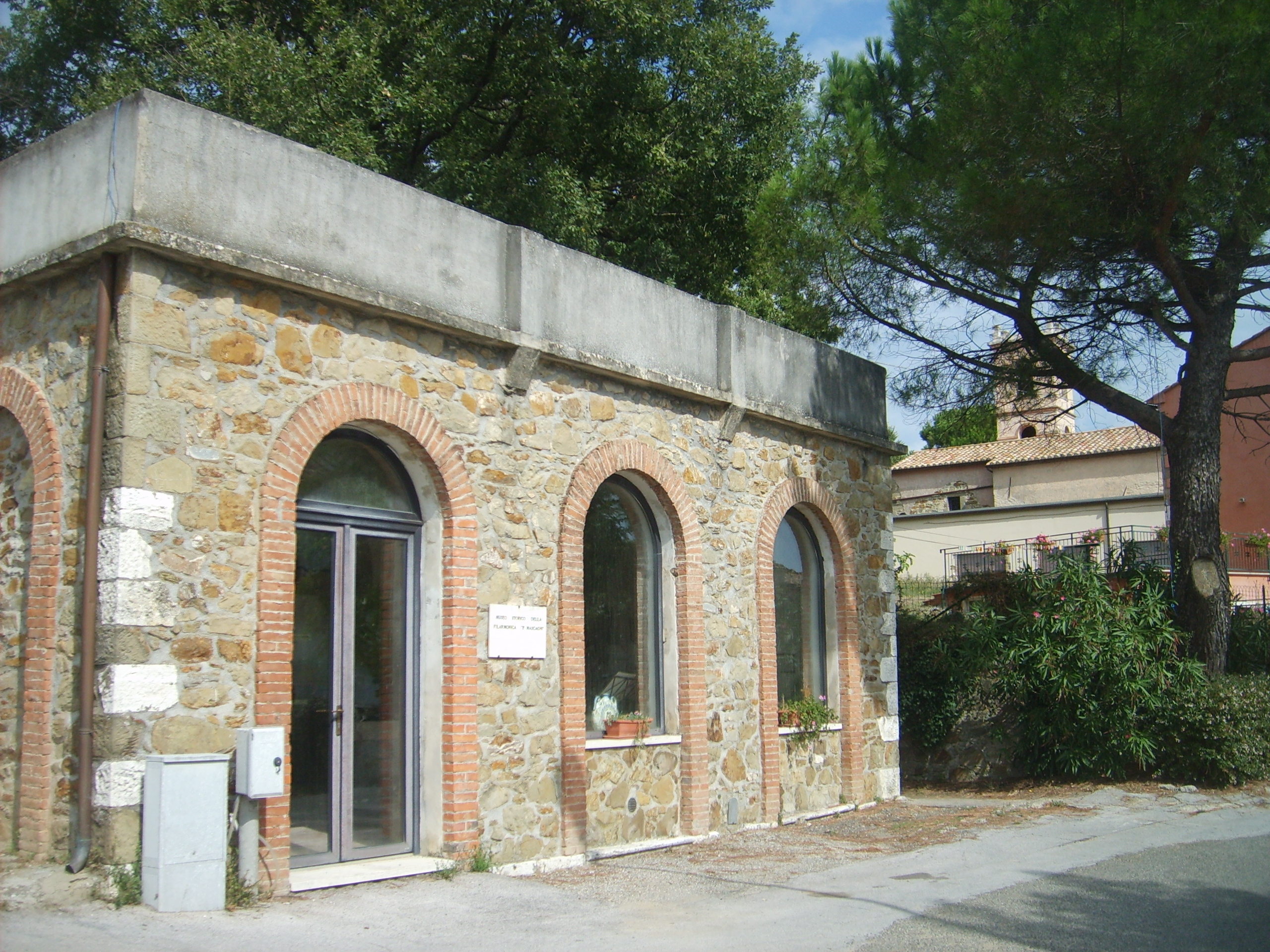
Museum